# Bacardígebouw
Het Bacardígebouw is een gebouw in Havana aan de Avenida de Bélgica 261, tussen Calle Empedrado en Calle San Juan de Dios. Het ligt in het oude centrum van de stad.

## Geschiedenis

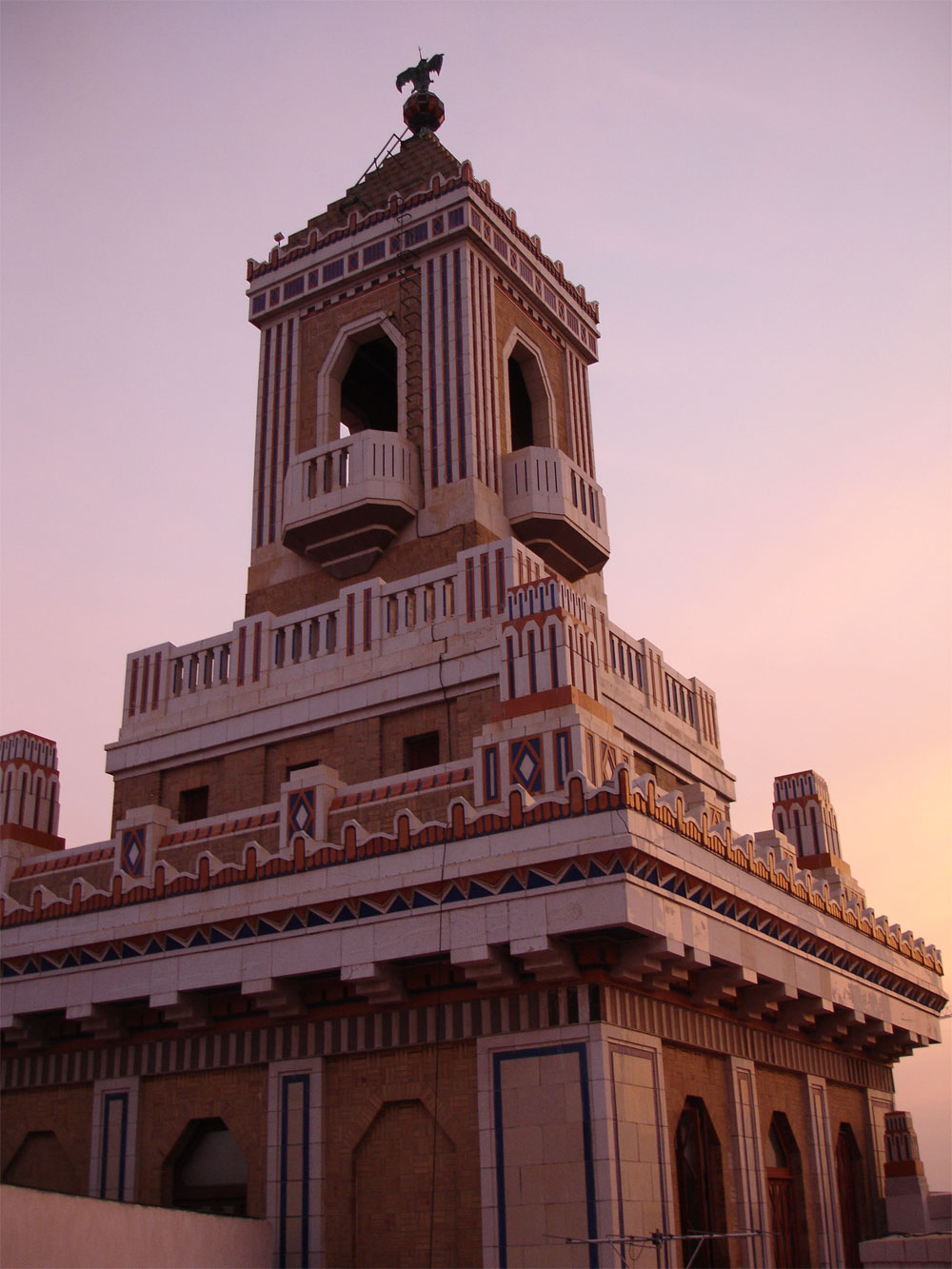
De toren met de vleermuis op de top.

Het gebouw werd, in opdracht van het rumbedrijf Bacardí S.A., gebouwd door de architecten Rafael Fernández Ruenes, Esteban Rodríguez Castell en José Menéndez. Dit gebouw was het eerste gebouw in art-deco-stijl, werd in 1930 voltooid en was toen het hoogste gebouw van de stad. Het terrein waar het gebouw werd gebouwd maakte deel uit van de oude wijk Las Murallas in Havana. In dit gebouw bevond zich het hoofdkantoor van het bedrijf. De rest van het gebouw werd verhuurd aan verschillende bedrijven in de stad. Na de Cubaanse Revolutie en de nationalisatiewetten, die door de nieuwe socialistische regering werden ingevoerd, namen buitenlandse bedrijven die op het eiland gevestigd waren, afstand van het land. Zo verplaatste Bacardí naar eiland Bermuda. Het Bacardígebouw bleef dienstdoen als kantoorgebouw. Aan het einde van de jaren 90 van de 20e eeuw werd het gebouw gerestaureerd door een project van het Stedelijk Historisch Centrum.

## Constructie

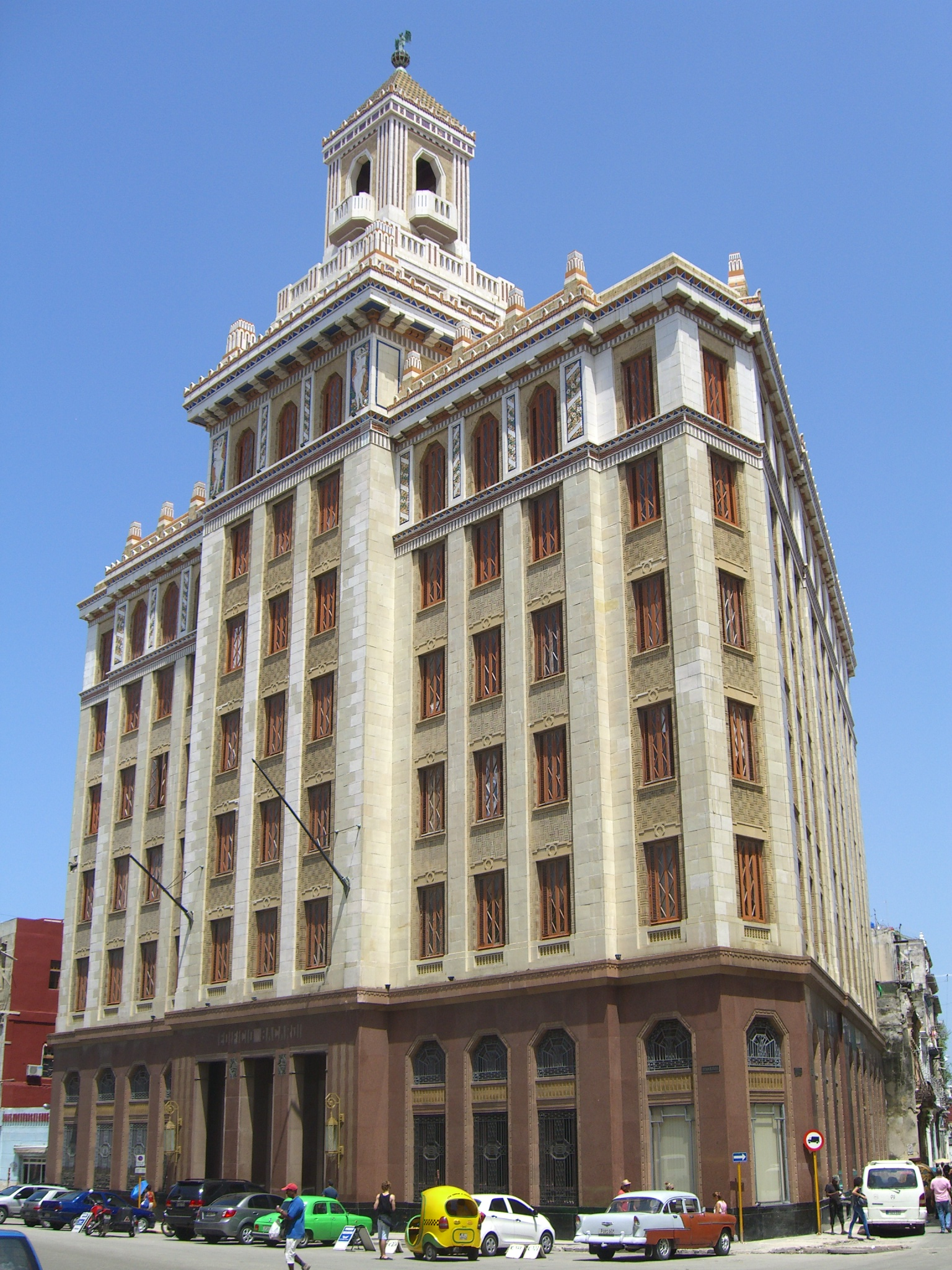
Bacardígebouw, 2016

De structuur van het gebouw is gemaakt van staal en beton. De gevels zijn gemaakt van natuurlijk graniet uit de Duitse deelstaat Beieren, en terracottakleurige bakstenen. Het gebouw bestaat uit het breed centraal gedeelte dat 12 verdiepingen hoog is. Vanaf daar is er in het midden van de toren een schilddak met daarop een bronzen vleermuis, die symboliseert dat het gebouw is gebouwd voor Bacardí.
De vleermuis wordt 's avonds en 's nachts verlicht. De hal is versierd met wijnrood marmer, een voorbeeld van de kleur van de ronera-honing die voor de rum wordt gebruik. Op de bovenste verdiepingen worden felgele keramische tegels gebruikt, die de witgouden rum vertegenwoordigt die bijdroeg aan de wereldwijde bekendheid van Bacardí rum. De bovenste verdieping en de centrale toren zijn afgewerkt met een afwisseling tussen blauwe en bruine tegels, die de gevel sieren. De meest uitbundige versieringen werden geplaatst in de binnenruimtes van de begane grond en de tussenverdieping. Een klein portaal gaf toegang tot de lobby waar aan de rechterkant toegang was tot de tentoonstellingshal. Deze is versierd met vergulde pilaren, balken met trapsgewijze doorsnede en fraai vormgegeven lampen. Vanuit deze ruimte heeft men zicht op de tussenverdieping, waar de bar voor de gasten is. De bar is volledig uitgevoerd in hout en met palmen gegraveerd in de deuren van de toiletten.